# Test driven development
Test-Driven Development (TDD), ou le développement piloté par les tests en français,,,, est une méthode de développement de logiciel qui consiste à concevoir un logiciel par des itérations successives très courtes (ou petits pas), telles que chaque itération est accomplie en formulant un sous-problème à résoudre sous forme d'un test avant d'écrire le code source correspondant, et où le code est continuellement remanié dans une volonté de simplification.

## Origine
L'ingénieur logiciel Kent Beck est crédité pour avoir découvert ou redécouvert la méthode. A propos de cette decouverte il a déclaré en 2013 sur le forum Quora  :

« The original description of TDD was in an ancient book about programming. It said you take the input tape, manually type in the output tape you expect, then program until the actual output tape matches the expected output. After I'd written the first xUnit framework in Smalltalk I remembered reading this and tried it out. That was the origin of TDD for me. When describing TDD to older programmers, I often hear, "Of course. How else could you program?" Therefore I refer to my role as "rediscovering" TDD. »

— Kent Beck, Why does Kent Beck refer to the "rediscovery" of test-driven development? What's the history of test-driven development before Kent Beck's rediscovery?

## Cycles de TDD

### Les trois lois de TDD
À l'origine, il s'agissait simplement d'écrire les tests avant de coder, et cette méthode s'appelait le Test-First Design. Puis elle évolua vers une granularité de développement plus fine : pour une ligne de test en échec, une ligne de code de production est écrite, afin que le test réussisse. Afin d'entériner cette granularité de ligne à ligne entre code de test et code de production, trois lois ont émergé.
| Dénomination | Traduction française | Version originale                                                                                 | Note d'interprétation |
| ------------ | --- | ------------------------------------------------------------------------------------------------- | --- |
| Loi no 1     | Vous ne pouvez pas écrire de code de production tant que vous n'avez pas écrit un test unitaire qui échoue.                           | "You may not write production code until you have written a failing unit test."                   | C'est-à-dire qu'il n'est permis d'écrire du code de production que si un test unitaire est en échec.                                                       |
| Loi no 2     | Vous ne pouvez pas écrire plus de code de test qu'il n'en faut pour qu'un test unitaire échoue, et ne pas compiler revient à échouer. | "You may not write more of a unit test than is sufficient to fail, and not compiling is failing." | C'est-à-dire qu'il n'est permis d'écrire qu'un nouveau test unitaire en échec à la fois, et un test unitaire qui ne compile pas est déjà un test en échec. |
| Loi no 3     | Vous ne pouvez pas écrire plus de code de production que nécessaire pour que le test unitaire actuellement en échec réussisse.        | "You may not write more production code than is sufficient to pass the currently failing test."   | C'est-à-dire qu'il n'est permis d'écrire que du code de production permettant directement de faire passer le test unitaire précédent, ni plus ni moins.    |

Ces lois connaissent différentes variantes très similaires entre 2005 et 2008 (2005, 2006, 2007 et 2008), toujours écrites par Robert C. Martin : elles sont ici énoncées selon les termes utilisés en 2008. Or l'emploi de l'expression "test unitaire" dans ces lois prête ici largement à confusion. Par test unitaire, ces lois ne désignent pas un cas de test complet, mais en fait une unique assertion de test. Le cas de test complet devrait être obtenu après avoir répété plusieurs fois les étapes correspondant à ces trois lois, sachant que la résolution d'une erreur de compilation constitue déjà une itération à part entière. En 2014, Robert C. Martin reformule d'ailleurs les lois de TDD, et le terme « unitaire » disparaît.
Une formulation exacte et exempte de toute ambiguïté de ces 3 lois serait plutôt comme suit. La forme est volontairement affirmative ici, car l'esprit humain comprend plus aisément ce qu'il faut faire que ce qu'il ne faut pas faire.
| Dénomination | Reformulation                                                                                                |
| ------------ | --- |
| Loi no 1     | Écrivez un test qui échoue avant d’écrire le code de production correspondant.                               |
| Loi no 2     | Écrivez une seule assertion à la fois, qui fait échouer le test ou qui échoue à la compilation.              |
| Loi no 3     | Écrivez le minimum de code de production pour que l'assertion du test actuellement en échec soit satisfaite. |

On fait ainsi la distinction entre l'assertion à l'origine de l'échec du test et le test qui échoue lors de son exécution. De plus, on ne présume pas de la forme de test la plus adéquate, ni ne se restreint à une seule possible, ce qui est d'autant plus pragmatique. Le fait de mettre bout à bout les trois lois de TDD en une seule itération constitue ce qui est appelé un nano-cycle de TDD. À noter que ces trois lois ne couvrent que les conditions à respecter en TDD pour arriver à un test qui réussit, en exprimant le minimalisme attendu du test en échec.

### Processus cyclique de développement

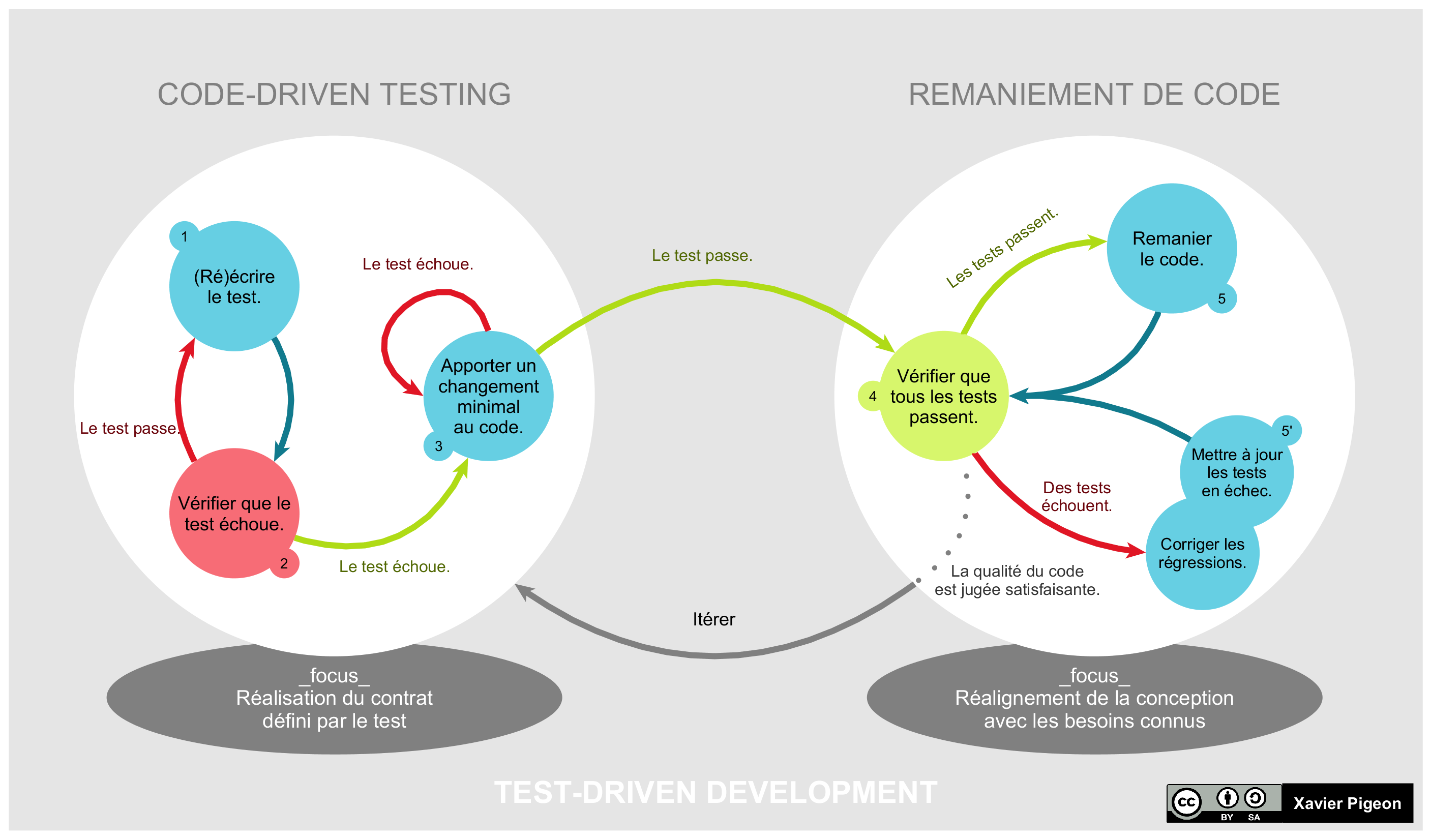
Schéma du micro-cycle de TDD, en 2 nano-cycles et 5 étapes

Le processus préconisé par TDD comporte cinq étapes :
1. écrire un seul test qui décrit une partie du problème à résoudre ;
2. vérifier que le test échoue, autrement dit qu'il est valide, c'est-à-dire que le code se rapportant à ce test n'existe pas ;
3. écrire juste assez de code pour que le test réussisse ;
4. vérifier que le test passe, ainsi que les autres tests existants ;
5. remanier le code, c'est-à-dire l'améliorer sans en altérer le comportement, qu'il s'agisse du code de production ou du code de test.

Ce processus est répété en plusieurs cycles, jusqu'à résoudre le problème d'origine dans son intégralité. Ces cycles itératifs de développement sont appelés les micro-cycles de TDD.

## Intérêt

### Vérification et validation
Les tests tels qu'ils sont mis à profit en TDD permettent d'explorer et de préciser le besoin, puis de spécifier le comportement souhaité du logiciel en fonction de son utilisation, avant chaque étape de codage. Le logiciel ainsi produit est tout à la fois pensé pour répondre avec justesse au besoin et conçu pour le faire avec une complexité minimale. On obtient donc un logiciel mieux conçu, mieux testé et plus fiable, autrement dit de meilleure qualité.
Quand les tests sont écrits après codage, comme c'est le cas traditionnellement[En quoi ?], les choix d'implémentation contraignent l'écriture des tests : les tests sont écrits en fonction du code, et si certaines parties du code ne sont pas testables, elles ne seront pas testées. Au contraire, en testant avant de coder, on utilise le code avant son implémentation, de sorte que les contraintes définies par les tests s’imposent à l'implémentation : le code est écrit en fonction des tests. Le fait d'écrire les tests avant le code en TDD conduit donc à des implémentations testables, c'est-à-dire faciles à tester et entièrement testables. Or la testabilité du code favorise une meilleure conception par un couplage lâche et une cohésion forte, ce qui évite des erreurs de conception courantes.

### Non-régression
Comme chaque test correspond à un changement minimal de code, un test unique permet de faire un lien évident entre une régression et sa cause s'il échoue. Ce lien fait de l'exécution des tests un moment charnière dans un cycle de TDD : on capture l'état instantané du logiciel et on détecte d'éventuelles régressions à la suite du dernier changement. En effet, on veut à tout prix[réf. souhaitée] éviter de modifier le code en présence d'une régression. Dans le cas contraire, on ne saurait dire avec certitude si les tests échouent à cause du dernier changement ou d'un changement antérieur. C'est en cela que les tests déjà écrits constituent un filet de sécurité contre des accidents de parcours où l'on perdrait le lien entre changement et régression. Ce filet de sécurité permet d'envisager avec sérénité n'importe quelle modification du code, qu'il s'agisse d'une transformation (modification qui affecte le comportement) ou d'un remaniement (modification qui ne devrait pas altérer le comportement). Ainsi les nouvelles livraisons des nouvelles versions du logiciel ne devraient pas contenir de régression.
L'enjeu du remaniement continu du code est de réaligner la conception du code avec les besoins connus, afin de lutter contre l'entropie logicielle et de prévenir la dette technique. Changer la conception du code sans en altérer le comportement requiert de disposer de suffisamment de tests pour garantir l'absence de régression. Pour cela, un développeur devrait faire appel à différentes formes complémentaires de test, de manière à ne pas les réécrire à chaque remaniement de code, quelle que soit l'étendue des remaniements : tantôt[Quand ?] des tests pour vérifier les résultats exacts d'un traitement, tantôt[Quand ?] des tests pour vérifier que des composants collaborent correctement, sans que ces différents tests échouent ensemble pour les mêmes raisons.

### Gains recherchés
Comme les tests sont écrits avant le code, ils trouvent plusieurs utilités en TDD : ils servent d'abord à résoudre — c'est-à-dire à poser — un problème en guidant le codage à chaque étape, ils fournissent ensuite un filet de sécurité contre les régressions et, enfin, ils contribuent à documenter le comportement du logiciel. Grâce à son utilisation des tests, TDD fait gagner en productivité de plusieurs façons.
- TDD permet d'éviter des modifications de code sans lien avec le but recherché, car on se focalise à chaque cycle sur la satisfaction d'un besoin précis, en conservant le cap du problème d'ensemble à résoudre.
- TDD permet d'éviter les accidents de parcours, où des tests échouent sans qu'on puisse identifier le changement responsable, ce qui aurait pour effet d'allonger la durée d'un cycle de développement.
- TDD permet de maîtriser le coût des évolutions logicielles au fil du temps, grâce à une conception du code perméable au changement.
- TDD permet de s'approprier plus facilement n'importe quelle partie du code en vue de le faire évoluer, car chaque test ajouté dans la construction du logiciel explique et documente le comportement du logiciel en distillant l'intention des auteurs.
- TDD permet de livrer une nouvelle version d'un logiciel avec un haut niveau de confiance dans la qualité des livrables, confiance justifiée par la couverture et la pertinence des tests à sa construction[14].

## Programmation en binôme
Lorsque deux personnes s'associent en binôme pour résoudre un problème de programmation, elles occupent tour à tour deux rôles semblables à ceux d'un équipage de rallye automobile : le pilote, qui tient le clavier, code, tandis que le copilote supervise, prend du recul et guide son pilote par étapes, puis les rôles sont échangés à intervalles réguliers. En appliquant TDD, un binôme peut échanger les rôles de différentes façons : soit entre deux cycles de développement au moment d'itérer, soit entre l'écriture d'un nouveau test en échec et le codage d'un nouveau comportement. La seconde façon d'échanger les rôles force à séparer les préoccupations du test de celles de l'implémentation et met le copilote à contribution pour écrire le test seulement, tandis que la première permet de dérouler un cycle complet en occupant un même rôle.